# جيفري تيت
السير جيفري فيليب تيت (28 أبريل 1943) –  كان تيت (مواليد 2 يونيو 2017) قائد أوركسترا إنجليزيًا للموسيقى الكلاسيكية. وُلد تيت مصابًا بتشقق العمود الفقري وكان لديه انحناء في العمود الفقري. بعد دراسة الطب في جامعة كامبريدج وبدء مسيرته الطبية في لندن، تحول إلى الموسيقى وعمل تحت إشراف جورج سولتي في دار الأوبرا الملكية، كوفنت جاردن، قبل أن يبدأ مسيرته القيادية لأول مرة في عام 1979 في أوبرا متروبوليتان، نيويورك. شغل مناصب قيادة مع أوركسترا الحجرة الإنجليزية، وأوركسترا روتردام الفيلهارمونية، وأوركسترا هامبورغ السيمفونية، من بين آخرين، وكان أول شخص يتم تعيينه قائدًا رئيسيًا لدار الأوبرا الملكية. وقد مُنح لقب فارس لخدماته للموسيقى في عام 2017.

## وقت مبكر من الحياة
وُلِد تيت في سالزبوري بإنجلترا، مصابًا بانشقاق العمود الفقري، وهو عيب خلقي رئيسي، وكان يعاني أيضًا من انحناء العمود الفقري المصاحب له، والحداب. انتقلت عائلته إلى فارنهام، سري، عندما كان صغيرًا ودرس في مدرسة فارنهام للقواعد بين عامي 1954 و1961، وحصل على منحة دراسية حكومية لجامعة كامبريدج، حيث أخرج عروضًا مسرحية. أخذ دروسًا في البيانو حتى بلغ العاشرة من عمره، ثم انتقل إلى التشيلو. خلال سنوات دراسته الجامعية وبعدها مباشرة ذهب إلى فعاليات موسيقية كبرى "استمعت أثناء وجودي في كامبريدج وعندما أتيت إلى لندن... إلى فرقة جودال ماسترسينجرز، وإلى جوليني وأوتو كيلمبرر قادا الأوركسترا الفيلهارمونية، وإلى حفلات بيير مونتيوك الأخيرة مع أوركسترا لندن السيمفونية. كانت لندن مثيرة للغاية. لقد منحتني معياري الموسيقي". في كامبريدج، كان عضوًا في جمعية مادريجال (بقيادة ريموند ليبارد ) وأخرج بعض المسرحيات التي قادته إلى عالم الأوبرا. رافق جون كينتيش ووجد نفسه لاحقًا يعمل على أجزاء من غوتتردامرونغ مع آن إيفانز.
درس تيت الطب في البداية في كلية المسيح بجامعة كامبريدج (1961-1964)، وتخصص في جراحة العيون. عمل لاحقًا في مستشفى سانت توماس بلندن، قبل أن يتخلى عن مسيرته السريرية لدراسة الموسيقى في مركز أوبرا لندن من عام 1970 إلى عام 1971. أصبح مكررًا ومدربًا في دار الأوبرا الملكية، كوفنت جاردن، تحت وصاية السير جورج سولتي. رافق ماريا كالاس في آريا الحفل الموسيقي بيرفيدو لبيتهوفن في عام 1976، وهي واحدة من آخر التسجيلات التي قدمتها كالاس، وأعيد إصدارها في مجموعة كاملة عام 2023.

## حياة مهنية
كان تيت مساعدًا موسيقيًا لبيير بوليز في إنتاج الذكرى المئوية لـ دير رينغ ديس نيبلنغين في بايرويت عام 1976، كما عمل مع قائد الأوركسترا في لولو لإنتاج عام 1979 التاريخي في أوبرا باريس الذي أعاد الفصل الثالث. كان أول ظهور دولي لتيت كقائد أوركسترا في كارمن في أوبرا جوتنبرج عام 1978. أثناء عمله كمعيد في كولونيا عام 1977، اقترح راجنار أولفونج، مدير شركة جوتنبرج آنذاك، ودونالد ماكنتاير، أن يقود إنتاج كارمن ؛ كان تيت مترددًا في البداية؛ "في كوفنت جاردن، قلت بحزم إنني أريد فقط أن أكون معيدًا. إذا كنت مكررًا جيدًا، فهذا مرضي للغاية. إن امتياز العمل كما فعلت مع قادة أوركسترا عظماء كمساعد لهم هو أفضل شيء بعد القيادة". كان لدى تيت أيضًا مخاوف بشأن قدرته البدنية على قيادة أوبرا كاملة، لكن كارمن نجحت وتمت دعوته مرة أخرى لقيادة إنتاج جديد لأوبرا الناي السحري.
قاد تيت دار الأوبرا متروبوليتان في مدينة نيويورك عام 1980. شملت نطاقاته في دار الأوبرا الملكية مؤلفات موتسارت (لا كليمنزا دي تيتو في 1982، كوزي فان توتي في 1989، زفاف فيجرو في 1991، إيدومينيو في 1989)، وشتراوس (أريان على نكسوس في 1985، دير روزنكافاليير في 1989، أرابيلا في 1990)، وفاغنر (لوهنغرين في 1988، دير فليغيندي هولاندر في 2011) ومجموعة من المؤلفات الفرنسية (مانون في 1987، حكايات هوفمان في 1991، كارمن في 1994).
في عام 1985، عين أول قائد رئيسي لأوركسترا الحجرة الإنجليزية (ECO)، والتي قام معها بتسجيل جميع سيمفونيات موزارت لشركة EMI في الثمانينيات، وشغل المنصب حتى عام 2000. وشملت التسجيلات الأخرى مع ECO سيمفونيات متأخرة لهايدن، ودورة كونشيرتو بيانو موزارت مع ميتسوكو أوشيدا. في عام 1982 فاز بجائزة "الإنجاز الأول المتميز لهذا العام في الأوبرا" لإدارته أوبرا موزارت لا كليمنزا دي تيتو، في دار الأوبرا الملكية في يونيو 1981، في جوائز سويت(أوليفييه الآن). في سبتمبر 1986، أصبح تيت قائدًا رئيسيًا لدار الأوبرا الملكية، كوفنت جاردن، وهو أول شخص في تاريخ الشركة يحمل هذا اللقب. شغل هذا المنصب في كوفنت جاردن حتى عام 1991، وأصبح بعد ذلك قائدًا ضيفًا رئيسيًا في كوفنت جاردن من عام 1991 إلى عام 1994. كان قائدًا رئيسيًا لأوركسترا روتردام الفيلهارمونية من عام 1991 إلى عام 1995. في عام 2005، عين تيت مديرًا موسيقيًا لمسرح سان كارلو في نابولي، وظل في المنصب حتى عام 2010. أنشأ أوبرا رولف ليبرمان لافرويت، المستندة إلى الغابة ألكسندر أستروفسكي، في جنيف في أبريل 1987. قاد فرقة دير رينغ ديس نيبلنغين في مسرح شاتليه في باريس عام 1994،
في أكتوبر 2007، أعلنت أوركسترا هامبورغ السيمفونية عن تعيين تيت كقائد رئيسي لها، وتولى المنصب في عام 2009. في عام 2014، أعلنت الأوركسترا عن تمديد عقده كقائد رئيسي حتى عام 2019، وشغل المنصب حتى وفاته في يونيو 2017. كان تيت قائدًا ضيفًا رئيسيًا ومستشارًا فنيًا لأوركسترا أديلايد السيمفونية، ويرجع ذلك جزئيًا إلى ارتباطه بالأوركسترا من إنتاج عام 1998 لـ دير رينغ ديس نيبلنغين، من عام 2016 حتى وفاته.
أشار نعي مجلة الأوبرا إلى أن "تسجيلاته، ولا سيما لولو وهانسل وجريتل وإلكترا، تُظهر قوته العاطفية وعنايته المستمرة بأن الغناء لا ينبغي أن يغرق أبدًا في الحفرة".
كان تيت رئيسًا لجمعية ASBAH الخيرية البريطانية المعنية بشلل الحبل الشوكي (المعروفة الآن باسم شاين [السلالة المشقوقة، استسقاء الرأس، المعلومات، التواصل، المساواة]) منذ عام 1989. توجد صورة لجيفري تيت في كتاب ديفيد بلوم "كوينتيت، خمس رحلات نحو الإنجاز الموسيقي" ( منشورات جامعة كورنيل، 1999). وقد نُشر الكتاب في الأصل كمقال في عدد 30 أبريل 1990 من مجلة ذا نيو يوركر.
في حياته الخاصة، كان تيت شريكًا مع كلاوس كولمان، وهو عالم جيومورفولوجيا ألماني، التقى به عندما كان يقود الأوركسترا في كولونيا منذ عام 1977. وصف تيت هذا الوضع بأنه غريب لسببين:
تزوج تيت وكوهلميان في النهاية.
حصل تيت على لقب فارس البكالوريوس في حفل تكريمات رأس السنة الجديدة لعام 2017 لخدماته للموسيقى البريطانية في الخارج. كما عين قائدًا لوسام الإمبراطورية البريطانية (CBE) في حفل تكريمات عيد الميلاد لعام 1990. أجرى تيت حفلاته الموسيقية الأخيرة يومي 30 و31 مايو 2017، في بولزانو وترينتو، مع أوركسترا هايدن. توفي بنوبة قلبية في بيرغامو، لومباردي، إيطاليا، في 2 يونيو 2017 عن عمر يناهز 74 عامًا. نجا منه زوجته كولمان.

## ديسكوغرافيا
بالإضافة إلى دورات موزارت الخاصة به، تتضمن قائمة أغانيه لأوركسترا الحجرة الإنجليزية أيضًا موسيقى إنجليزية من تأليف باك، وبريدج، وباتروورث، ومويران، وفيركلارتي ناخت، وميتامورفوسين، وميسا سولمنيس ؛ كما قاد أغاني كانتيلوب لأوفرن لكيري تي كاناوا في عامي 1982 و1983. وصفت مجلة دياباسون نسخته من الموسيقى العرضية لبير جينت من تأليف جريج مع أوركسترا برلين الفيلهارمونية والعازفة المنفردة سيلفيا ماكنير في استطلاع بأنها "تسجيل حيوي، يكاد يكون لاهثًا"، مثالي تقريبًا.

## تصوير الفيديو
- حفل الذكرى المئوية لأوبرا متروبوليتان (1983)، دويتشه جراموفون دي في دي، 00440-073-4538
- تسجيل حفل موسيقي مباشر لأوركسترا الحجرة الإنجليزية من قصر شونبرون، فيينا، بتاريخ 16 نوفمبر/تشرين الثاني 1990؛ موزارت: السيمفونية رقم 36 في مقام دو K425 "لينز"، وكونشيرتو البيانو رقم 17 في مقام صول K453 (مع ديزسو رانكي )، والسيمفونية رقم 41 في مقام دو K551 "جوبيتر"، صدرت على أجزاء على أقراص ليزر200102.4).[10]